# Arctia esperi
Arctia esperi är en fjärilsart som beskrevs av Otto Staudinger 1870. Arctia esperi ingår i släktet Arctia och familjen björnspinnare. Inga underarter finns listade i Catalogue of Life.